# Liste der Kulturdenkmale in Gnandstein
In der Liste der Kulturdenkmale in Gnandstein sind die Kulturdenkmale des Frohburger Ortsteils Gnandstein verzeichnet, die bis Mai 2024 vom Landesamt für Denkmalpflege Sachsen erfasst wurden (ohne archäologische Kulturdenkmale). Die Anmerkungen sind zu beachten.
Diese Aufzählung ist eine Teilmenge der Liste der Kulturdenkmale in Frohburg.

## Gnandstein
| Bild                                    | Bezeichnung | Lage                                                                       | Datierung | Beschreibung | ID       |
| --------------------------------------- | --- | -------------------------------------------------------------------------- | --- | --- | -------- |
| Weitere Bilder                          | Friedhof Gnandstein (Sachgesamtheit) | (Flurstück 660) (Karte)                                                    | 1598 geweiht | Sachgesamtheit Friedhof Gnandstein, mit den Einzeldenkmalen: Leichenhalle und Friedhofstor (08970759) sowie mit dem Sachgesamtheitsteil: Einfriedungsmauer sowie gärtnerisch gestaltete Friedhofsanlage (Gartendenkmal); ortsgeschichtlich und gartenkünstlerisch von Bedeutung, gemauerte Einfriedung mit Torbogen, schlichte neugotische Leichenhalle. Einfriedung in Bruchstein, Portal mit flachem Bogen, Leichenhalle mit Walmdach, Bruchsteinmauerwerk, verputzt, Fenster und Türen spitzbogig, Gewändeteile aus Sandstein und Tuff | 09304490 |
| Weitere Bilder                          | Leichenhalle und Friedhofstor (Einzeldenkmale der Sachgesamtheit 09304490) | (Flurstück 660) (Karte)                                                    | 1853–1854 | Einzeldenkmale der Sachgesamtheit Friedhof Gnandstein; ortsgeschichtlich und gartenkünstlerisch von Bedeutung, gemauerte Einfriedung mit Torbogen, schlichte neugotische Leichenhalle. Einfriedung in Bruchstein, Portal mit flachem Bogen, Leichenhalle mit Walmdach, Bruchsteinmauerwerk, verputzt, Fenster und Türen spitzbogig, Gewändeteile aus Sandstein und Tuff. | 08970759 |
| Direkt Bild zu diesem Denkmal hochladen | Wohnstallhaus eines Bauernhofes | Bauerngasse 7 (Karte)                                                      | 18. Jahrhundert | Erdgeschoss massiv (ehemals mit Umgebinde?), Giebel massiv erneuert, Obergeschoss strebenreiches Fachwerk, baugeschichtlich von Bedeutung. Zweigeschossig, steiles Satteldach. | 08970779 |
| Direkt Bild zu diesem Denkmal hochladen | Häuslerhaus | Bauerngasse 21 (Karte)                                                     | Im Kern 17. Jahrhundert | Erdgeschoss und Giebel massiv, Obergeschoss Fachwerk mit Kopfstreben, profiliertes Türgewände, eines der ältesten Gebäude des Ortes, baugeschichtlich von Bedeutung. Zweigeschossig, Satteldach, Fachwerk mit Verblattungen. | 08970782 |
| Direkt Bild zu diesem Denkmal hochladen | Gasthaus mit Saalanbau, westliches Seitengebäude und Scheune eines Gasthofes (Müllers Gasthof) | Bauerngasse 26 (Karte)                                                     | Bezeichnet mit 1819 (Seitengebäude); bezeichnet mit 1865 (Gasthaus); bezeichnet mit 1901 (Scheune)                                  | Gasthaus verputztes Bruchsteinmauerwerk und Krüppelwalmdach, rückseitig Saalanbau in Fachwerk über massivem Erdgeschoss, Scheune mit schönem Schiebetor, Seitengebäude mit Segmentbogenportal, bau- und ortsgeschichtlich von Bedeutung. - Gasthof: zweigeschossig, Krüppelwalmdach, der im Kern wohl aus dem 15. Jahrhundert stammende Bau mehrfach umgebaut, Türgewände bezeichnet mit „1865 C. A. M.“ - Scheune: Satteldach, mittleres Tor (Tafel mit Bezeichnung „C. Müller 1901“, weist wohl auf Erneuerung hin), Portalgewände am Seitengebäude: spätbarocke Formen, Segmentbogen mit Schlussstein - Scheune: Mischmauerwerk, verputzt, am westlichen Seitengebäude Portalgewände in Rochlitzer Porphyrtuff, bezeichnet mit „M 1819“ | 08970781 |
|                                         | Wohnhaus | Burgstraße 1 (Karte)                                                       | Bezeichnet mit 1811 | Erdgeschoss massiv, Obergeschoss Fachwerk, Porphyrtuffportal, Schlussstein bezeichnet mit „W 1811“, Giebel mit reichem Fachwerk, weitgehend original erhaltenes Gebäude in ortsbildprägender Lage, baugeschichtlich von Bedeutung. Zweigeschossig, Gewände im Erdgeschoss teils Naturstein, teils Holz, Portal Rochlitzer Porphyrtuff, Satteldach mit weitem Traufüberstand, ein Giebel verbrettert, der andere mit reichem Fachwerk. | 08970789 |
| Weitere Bilder                          | Burg Gnandstein (Sachgesamtheit) | Burgstraße 2, 3, 5, 7, 9, 11, 13 (Gnandsteiner Hauptstraße 17, 19) (Karte) | 13.–19. Jahrhundert | Sachgesamtheit Burg Gnandstein, mit den Einzeldenkmalen: Burganlage (08970793, Burgstraße 3), Wirtschaftsgebäude und Toreinfahrt des östlich der Burganlage gelegenen Wirtschaftshofes (09304339, Burgstraße 5, 7, 9, 11), Orangerie (09304341, Burgstraße 2) und zwei weitere Wirtschaftsgebäude (08970790, Gnandsteiner Hauptstraße 17, 19) sowie den Sachgesamtheitsteilen: zwei weitere ehemalige Wirtschaftsgebäude (Burgstraße 13 und Gnandsteiner Hauptstraße 17), Burgberg mit Wall- und Grabensystem, Wegeführung, Zufahrt, Hof- und Platzflächen, diversen Mauern und Treppenanlagen, zwei Eiskellern, Hundgrab sowie den Gartenanlagen im Burgbereich, im burgnahen Bereich und Burggarten mit Terrassen, Obstgarten, Kirschbaumalleen sowie waldartige Parkbereiche nördlich der Burg in ihrer gewachsenen funktionellen und gestalterischen Einheit mit der Burg (Gartendenkmal), einschließlich ihrer natürlichen und baulichen Grundlagen, Bodenmodellierung, Raum- und Flächengliederungen, Ausstattungselementen sowie struktur- und raumbildender Bepflanzung; beeindruckende Burganlage im Kohrener Land, ortsgeschichtliche, regionalgeschichtliche, landesgeschichtliche, kulturgeschichtliche, künstlerische, baugeschichtliche, gartenkünstlerische, städtebauliche, wissenschaftliche und landschaftsgestaltende Bedeutung. Gartenanlagen im Burgbereich, im burgnahen Bereich und Burggarten mit Terrassen und Obstgarten in ihrer gewachsenen funktionellen und gestalterischen Einheit mit der Burg sowie in ihrer auf die Burg ausgerichteten Raumbildung und Flächengliederung, daneben Bodenmodellierung, Wall-Graben-System, zwei Eiskeller, Orangerie mit Treppenanlage, Holzschuppen u. Gewächshausfundamente im Burggarten, Stützmauern, Geländer mit Porphyrtuffsäulen, Einfriedungen, einschließlich Torpfeiler, Eingänge, das gliedernde Wegesystem (Porphyrplatten), Treppen und Natursteinwegekanten, Brunnen am Burgvorplatz, Reste der Steinbank am Südaufgang, Pflanztröge, Wasserbecken, Hundegrab, Spaliere u. Pavillon im Westzwinger sowie Blickbeziehungen von der Burg daneben alte Lindenbäume im Westzwinger und Burghof, Nordaufgang und Burggarten, Buchsbaumhecken, Spalierbirnen, Obstbäume, die struktur- und raumbildende Bepflanzung sowie der Wiesenbereich der unteren Terrasse-Burggarten, daneben denkmalwerte Gehölzbestände im Waldbereich und auf oberer Terrasse des Burggartens (aus: Denkmalpflegerische Rahmenzielstellung für die Gartenanlagen an der Burg Gnandstein). Aufgrund ihres Alters und in ihrer über Jahrhunderte gewachsenen Struktur mit einem überaus wertvollen Bestand an Bauten und Ausstattung stellt die Burg Gnandstein ein herausragendes Zeugnis der Herrschafts-, Kultur- und Baugeschichte des Landes dar. In der denkmalrelevanten Sachgesamtheit spiegeln sich die vielfältigen funktionalen und gestalterischen Beziehungen einer solchen herrschaftlichen Anlage wider. Die Gartenanlagen haben einen hohen Aussagewert zu gartenkünstlerischen Entwicklungen im Zusammenhang mit dem Burgenbau und der Burgennutzung. | 09303567 |
| Direkt Bild zu diesem Denkmal hochladen | Orangerie mit Gärtnerwohnung (Einzeldenkmale der Sachgesamtheit 09303567) | Burgstraße 2 (Karte)                                                       | Um 1810 | Einzeldenkmale der Sachgesamtheit Burg Gnandstein; Erdgeschoss massiv, auf der Südseite vollständig geöffnet und verglast, Obergeschoss Fachwerk, Mansarddach mit Schopfwalm, orts-, kultur-, garten- und baugeschichtliche Bedeutung | 09304341 |
| Weitere Bilder                          | Burganlage über langgestrecktem, rechteckigem Grundriss, auf Felssporn gelegen, bestehend aus Torhaus mit Torzwinger und Wehrgang, innerem Burghof (Turmhof, Oberburg) mit Bergfried, Saalgebäude, Kemenate und Schildmauer („Hoher Mantel“) im Osten und Norden, davor Zwingeranlage, großem Burghof (Unterburg) mit überbauter Torfahrt, Südflügel mit Wehrkeller, Brunnenhaus, Bastionsturm und Wendelstein, Westflügel mit davor gelegenem, westlichem Zwinger und Westwehr sowie Kapellenflügel (Nordflügel) und Anbau, mit Burgkapelle und deren Ausstattung, Wehrkeller und Bastion, östlich vor der Burg Denkmal für Theodor Körner und Brunnenanlage (Einzeldenkmale der Sachgesamtheit 09303567) | Burgstraße 3 (Karte)                                                       | 13.–19. Jahrhundert | Einzeldenkmale der Sachgesamtheit Burg Gnandstein; älteste erhaltene Burganlage Sachsens mit wertvollem Baubestand und Ausstattungselementen, im Kern romanischen Ursprungs, Aus- und Umbauten in verschiedenen Bauetappen, Herrensitz des Ritterguts Gnandstein, ortsgeschichtliche, regionalgeschichtliche, landesgeschichtliche, kulturgeschichtliche, baugeschichtliche, künstlerische, städtebauliche, wissenschaftliche und landschaftsgestaltende Bedeutung Wirtschaftshof: - Gutsverwalterhaus (?): mehrere Bauphasen, zweigeschossig mit Krüppelwalmdach, Gewände Porphyrtuff, an der Tür profiliert, Tür um 1890 - Wirtschaftsanbau: mit breitem Giebel, Okuli, um 1870 - stattliche Ställe und Scheunen: Bruchstein- und Ziegelmauerwerk, Satteldächer - Toranlage: mit Pfeilern aus Rochlitzer Porphyrtuff - sogenanntes Hexenhaus: Bruchsteinmauerwerk, Gewände Porphyrtuff, schönes profiliertes Traufgesims, Satteldach, Funktion ist zu klären | 08970793 |
| Direkt Bild zu diesem Denkmal hochladen | Backhaus, Gutsverwalterhaus (Nr. 5), Toranlage, drei Wirtschaftsgebäude (neben Nr. 5, Nr. 7 und Nr. 9) und Scheune (Nr. 11) des östlich der Burg gelegenen Wirtschaftshofes (Einzeldenkmale der Sachgesamtheit 09303567) | Burgstraße 5, 7, 9, 11 (Karte)                                             | Um 1750 (Backhaus); um 1800 (Gutsverwalterhaus); um 1820 (Toreinfahrt); 19. Jahrhundert (Wirtschaftsgebäude); um 1890 (Gutsscheune) | Einzeldenkmale der Sachgesamtheit Burg Gnandstein; Putzbauten in Bruchstein- und Ziegelmauerwerk, einzelne Bauelemente wie Gewände oder Eckeinfassungen teilweise in Naturstein, Pfosten der Einfahrt ebenfalls in Naturstein (Rochlitzer Porphyrtuff), orts-, regional-, bau- und wirtschaftsgeschichtliche sowie städtebauliche Bedeutung. Geschlossen erhaltene Anlage des gutsherrlichen Wirtschaftshofes: - Gutsverwalterhaus (?): mehrere Bauphasen, zweigeschossig mit Krüppelwalmdach, Gewände Porphyrtuff, an der Tür profiliert, Tür um 1890 - Wirtschaftsanbau: mit breitem Giebel, Okuli, um 1870 - stattliche Ställe und Scheunen: Bruchstein- und Ziegelmauerwerk, Satteldächer, Toranlage mit Pfeilern aus Rochlitzer Porphyrtuff - Backhaus (sogenanntes Hexenhaus): Bruchsteinmauerwerk, Gewände Porphyrtuff, schönes profiliertes Traufgesims, Satteldach | 09304339 |
| Weitere Bilder                          | Kirche mit Ausstattung, Kirchhof mit Einfriedungsmauer, Kirchhofstor und einigen Grabmalen | Gnandsteiner Hauptstraße (Karte)                                           | Voll. 1518 (Kirche); 1518 (Kanzel); 1559 (Stifterfamilie); um 1600 (Taufe); 1688 (Kanzelaltar)                                      | Saalkirche mit polygonalem Chorschluss und kräftigem Westturm, einheitlicher spätgotischer Gewölbebau, auf dem Kirchhof bemerkenswerte Grabmale (Barock und Klassizismus), schmiedeeisernes Kirchhofstor, baugeschichtlich, ortsgeschichtlich und ortsbildprägend von Bedeutung | 08970761 |
| Weitere Bilder                          | Pfarrhof mit Pfarrhaus, Scheune, Toranlage, Hofpflasterung und Resten der Ummauerung | Gnandsteiner Hauptstraße 1 (Karte)                                         | Um 1800 (Pfarrscheune); 1844–1845 (Pfarrhaus)                                                                                       | Pfarrhaus stattlicher Putzbau mit einfacher Gliederung und Krüppelwalmdach, klassizistische Hauseingangstür, massive Scheune, bau- und ortsgeschichtlich von Bedeutung. - Pfarrhaus: Bruchsteinmauerwerk, verputzt, Krüppelwalmdach, Porphyrtuffgewänden, schöne Haustür, Fenster erneuert, schlicht in guten Proportionen, um 1820 - Scheune mit Stallteil: Bruchsteinmauerwerk, Eckquader und Gewände Rüdigsdorfer Tuff (?), verputzt, Giebel teils Fachwerk mit Lehmausstakung, teils verbrettert, zwei große Holztore, steiles Satteldach, um 1800 - Toranlage: drei Pfeiler aus Porphyrtuff, profiliert, Spiegelfelder, um 1820 | 08970760 |
| Weitere Bilder                          | Kriegerdenkmal für die Gefallenen des Ersten Weltkrieges | Gnandsteiner Hauptstraße 1 (neben) (Karte)                                 | Nach 1918 | Ortsgeschichtlich von Bedeutung | 09304488 |
| Direkt Bild zu diesem Denkmal hochladen | Häuslerhaus | Gnandsteiner Hauptstraße 10 (Karte)                                        | Um 1840 | Erdgeschoss massiv, Obergeschoss Fachwerk, ortsbildprägend, baugeschichtlich von Bedeutung. Zweigeschossiges Gebäude, traufständig, Satteldach, Fenster erneuert (Erdgeschoss Kunststoff), Westgiebel mittlerweile massiv, Südseite jüngere Anschleppung. | 08970776 |
|                                         | Wohnhaus und Taubenhaus eines Bauernhofes | Gnandsteiner Hauptstraße 13 (Karte)                                        | Um 1820 (Bauernhaus); um 1800 (Taubenhaus)                                                                                          | Wohnhaus Fachwerkbau mit massivem Erdgeschoss, strebenreiches Fachwerk-Obergeschoss, ortsbildprägend, seltenes Taubenhaus, wirtschafts- und baugeschichtlich von Bedeutung. - Wohnhaus: Erdgeschoss massiv mit Natursteingewänden, Obergeschoss Fachwerk, wahrscheinlich Ziegelausfachung, oberer Teil des Giebels verbrettert, Krüppelwalm - Taubenhaus: Erdgeschoss Bruchstein, Keller mit Tonne, Rundbogenportal aus Porphyrtuff, klassizistische Tür (sekundär verwendet?), Taubenverschlag aus Brettern | 08970763 |
| Direkt Bild zu diesem Denkmal hochladen | Ehemaliges Wirtschaftsgebäude (Nr. 19) und daran angebaute Scheune (neben Nr. 17) des südlich der Burg gelegenen Wirtschaftshofes und Einfriedungsmauer (Einzeldenkmale der Sachgesamtheit 09303567) | Gnandsteiner Hauptstraße 17, 19 (Karte)                                    | Bezeichnet mit 1805 | Einzeldenkmale der Sachgesamtheit Burg Gnandstein; verputzte Bruchsteinbauten, teilweise Fachwerk und Natursteingewände, Einfriedung in Bruchstein, orts-, wirtschafts- und baugeschichtliche Bedeutung. Scheunen und Wohngebäude, hohe Satteldächer, Giebel zum Teil in Fachwerk, korbbogiges Portal, Öffnungen zum Teil verändert, stattliche Gebäudegruppe von architektonischem und ortsgeschichtlichem Wert. | 08970790 |
|                                         | Wohnhaus (Umgebinde) | Hinterdorfstraße 5 (Karte)                                                 | Um 1700 | Für die Region typisches und seltenes Umgebindehaus, Obergeschoss Fachwerk mit K-Streben, eines der ältesten Gebäude des Dorfes, Zeugnis der landschaftstypischen Bauweise, baugeschichtlich von Bedeutung. Zweigeschossig, schöner Giebel, Überkreuzung von Kopf- und Fußbändern, Blattverbindungen, Satteldach, mittelmäßig erneuert. | 08970784 |
| Direkt Bild zu diesem Denkmal hochladen | Häuslerhaus | Hinterdorfstraße 12 (Karte)                                                | Um 1700 | Erdgeschoss massiv, Obergeschoss Fachwerk, Giebel verschiefert, anmutiges, ortstypisches Gebäude, baugeschichtlich von Bedeutung. Zweigeschossig, Wohnstube mit Balkendecke, Sanierung mit weitreichender Substanzerneuerung, ohne Genehmigung. | 08970785 |
|                                         | Mühlengebäude und Seitengebäude eines Mühlenanwesens (Burgmühle) | Mühlensteg 3 (Karte)                                                       | Bezeichnet mit 1759 | Ehemalige Wassermühle, früher zur Burg Gnandstein gehörig, ortsgeschichtlich von Bedeutung. - Wohnhaus: zweigeschossig mit Krüppelwalmdach, Fassade stumpfwinklig gebrochen, schlichter Putzbau, Fenster mit Natursteingewänden, Korbbogenportal, dort ein Schlussstein mit Wappen bzw. Mühlenzeichen - Nebengebäude: eingeschossiges Seitengebäude in Bruchsteinmauerwerk, Gewände in Porphyrtuff, Satteldach Keine technische Ausstattung mehr vorhanden. | 08970787 |
| Direkt Bild zu diesem Denkmal hochladen | Häuslerhaus | Sattlergasse 2 (Karte)                                                     | Um 1700 | Erdgeschoss und Giebel massiv, Obergeschoss Fachwerk, aufgrund des Alters und der Fachwerkkonstruktion (Wilder-Mann-Figur) baugeschichtlich bedeutend. Zweigeschossig, Gewände in Naturstein, rückwärtig Anschleppung, Fachwerk mit sich kreuzenden Fuß- und Kopfstreben – Wilder Mann. | 08970777 |
|                                         | Häuslerhaus | Sattlergasse 3 (Karte)                                                     | Um 1840 | Obergeschoss Fachwerk, Giebel verbrettert, ortsbildbestimmende Lage, baugeschichtlich von Bedeutung. Zweigeschossig, Satteldach mit weitem Traufüberstand, rückseitig angeschleppter Anbau. | 08970778 |
| Direkt Bild zu diesem Denkmal hochladen | Vierseithof mit Wohnstallhaus, Seitengebäude und Scheune sowie Resten der Hofpflasterung (Gnannos Hof) | Schulberg 2 (Karte)                                                        | 18. Jahrhundert (Wohnstallhaus); 19. Jahrhundert (Seitengebäude)                                                                    | Beeindruckende Hofanlage mit wertvoller Bausubstanz, Wohnhaus und Seitengebäude mit Fachwerk-Obergeschoss, eingeschossiges Stallgebäude massiv, bau- und ortsgeschichtlich von Bedeutung. - nördliches Wohnstallhaus: Erdgeschoss massiv, Obergeschoss Fachwerk, Satteldach, am Giebel reiches Sichtfachwerk, Erneuerungen neuerer Zeit - östliches Seitengebäude: Bruchstein, verputzt, Gewändeteile Rochlitzer Porphyrtuff, später Halbgeschoss aufgestockt - westliche Scheune: Fachwerk mit Ziegelausfachung, Satteldach mit drei Fledermausgauben, nachträgliche Trempelaufstockung - südliches Seitengebäude (Abbruchgenehmigung 2010, Abbruch bis 2016 vollzogen): Erdgeschoss massiv, Bruchstein, an den Gewändeteilen Werkstein: Porphyrtuff, Obergeschoss Fachwerk mit Lehmausstakung, alte Fenster mit mittlerem Lüftungsflügel, Krüppelwalmdach | 08970762 |

## Tabellenlegende
- Bild: Bild des Kulturdenkmals, ggf. zusätzlich mit einem Link zu weiteren Fotos des Kulturdenkmals im Medienarchiv Wikimedia Commons. Wenn man auf das Kamerasymbol klickt, können Fotos zu Kulturdenkmalen aus dieser Liste hochgeladen werden:
- Bezeichnung: Denkmalgeschützte Objekte und ggf. Bauwerksname des Kulturdenkmals
- Lage: Straßenname und Hausnummer oder Flurstücknummer des Kulturdenkmals. Die Grundsortierung der Liste erfolgt nach dieser Adresse. Der Link (Karte) führt zu verschiedenen Kartendiensten mit der Position des Kulturdenkmals. Fehlt dieser Link, wurden die Koordinaten noch nicht eingetragen. Sind diese bekannt, können sie über ein Tool mit einer Kartenansicht einfach nachgetragen werden. In dieser Kartenansicht sind Kulturdenkmale ohne Koordinaten mit einem roten bzw. orangen Marker dargestellt und können durch Verschieben auf die richtige Position in der Karte mit Koordinaten versehen werden. Kulturdenkmale ohne Bild sind an einem blauen bzw. roten Marker erkennbar.
- Datierung: Baubeginn, Fertigstellung, Datum der Erstnennung oder grobe zeitliche Einordnung entsprechend des Eintrags in der sächsischen Denkmaldatenbank
- Beschreibung: Kurzcharakteristik des Kulturdenkmals entsprechend des Eintrags in der sächsischen Denkmaldatenbank, ggf. ergänzt durch die dort nur selten veröffentlichten Erfassungstexte oder zusätzliche Informationen
- ID: Vom Landesamt für Denkmalpflege Sachsen vergebene, das Kulturdenkmal eindeutig identifizierende Objekt-Nummer. Der Link führt zum PDF-Denkmaldokument des Landesamtes für Denkmalpflege Sachsen. Bei ehemaligen Kulturdenkmalen können die Objektnummern unbekannt sein und deshalb fehlen bzw. die Links von aus der Datenbank entfernten Objektnummern ins Leere führen. Ein ggf. vorhandenes Icon  führt zu den Angaben des Kulturdenkmals bei Wikidata.

## Ausführlicher Denkmaltext
1. ↑  Burg Gnandstein:

Die Burg Gnandstein wurde um 1200 gegründet (erste urkundliche Nachweise 1228). Sie diente der Sicherung von Herrschaftsgebieten, die im Zuge der Ostkolonisation erworben wurden, und zum Schutz verschiedener Verkehrsverbindungen. In der Folge Ausbau zur sichersten Burg im Pleißenland. Burgherren waren Gefolgsleute der Markgrafen von Meißen, zunächst die Herren von Schladebach. 1409 Belehnung der Familie von Einsiedel mit der Herrschaft Gnandstein. Damit wurde die Burg zum Stammsitz derer von Einsiedel und war bis 1945 im Besitz dieser Adelsfamilie. Mit dem Ausbau der Herrschaft zum Rittergut wurde die Burg für Jahrhunderte typischer Mittelpunkt einer sächsischen Rittergutsverwaltung und -wirtschaft.

Die Burg Gnandstein erhebt sich auf einem von der Wyhra umflossenen, langgestreckten Bergsporn (Porphyritfelsen). Die Entwicklung der Burg vollzog sich in mehreren prägenden Bauphasen. Während der ersten Bauphase in der ersten Hälfte des 13. Jahrhunderts erfolgte die Errichtung der Oberburg, hiervon stammt die rechteckige Ringmauer, die in weiten Teilen am inneren Burghof (Turmhof) erhalten ist, möglicherweise war auch schon der westliche Burgbereich mit dem heutigen großen Burghof in das befestigte Burgareal einbezogen. In die erste Bauphase gehört wohl ebenfalls das Wall-Graben-System, das auf der Nord- und Ostseite der Burg vorhanden ist. Kurz nach Errichtung der Ringmauer entstand um 1230 der Saalbau auf der Südseite des Turmhofes, er ist das besterhaltene Beispiel seiner Art in Sachsen. Es handelt sich um einen viergeschossigen Bruchsteinbau (viertes Geschoss ursprünglich Fachwerk, seit 1386/87 in Stein) mit Natursteinelementen (Rochlitzer und Rüdigsdorfer Porphyrtuff), der romanische Putz mit eingeschnittenem Fugennetz in weiten Teilen erhalten. Im untersten Geschoss Küche mit Ausstattung aus jüngerer Zeit (gemauerter Herd, Rauchabzug und Backofen). Im dritten Geschoss Saal mit typischen spätromanischen Zwillings- und Drillingsfenstern (deren Bauteile teilweise Kopien) und einem ebenfalls aus der Erbauungszeit stammenden Rundbogenportal mit profilierter Rahmung. Auf den Saalbau folgte nach wenigen Jahren die Ausführung der östlichen Zwingeranlage, ursprünglich mit Flankierungsturm. In der Mitte des 13. Jahrhunderts Errichtung des runden Bergfrieds, ebenfalls in Bruchsteinmauerwerk, ursprüngliche Höhe ca. 30 m.

Wahrscheinlich aus der Übernahme der Burg durch die Familie von Einsiedel resultierte eine zweite Bauphase im ausgehenden 14. Jahrhundert, die verschiedene Umbauten mit sich brachte (unter anderem Erhöhung der Ringmauer im Osten und Norden, Erneuerung des vierten Saalbaugeschosses in Stein).

In der zweiten Hälfte des 15. Jahrhunderts kam es zur umfangreichen dritten Bauphase, die zum spätgotischen Umbau der Burg führte. Dazu gehört der Kemenatenbau, der zwischen Oberburg und Unterburg steht. Es handelt sich um ein viergeschossiges Wohngebäude, um 1460 errichtet, in dem Teile eines romanischen Wohnturms integriert sind. Die Errichtung des Torhauses (spätestens um 1470) fällt ebenso in diese Zeit, wie auch die halbrunde Bastion vor dem östlichen Zwinger. Große Veränderungen erfuhr der Bereich der Unterburg. Auf seiner West-, Süd- und Nordseite entstanden teilweise zweigeschossige Wehrkeller. Im schmalen Nordflügel, der wiederum ältere Bauteile einbezieht, wurde in den beiden Obergeschossen eine Kapelle eingerichtet, diese und zwei weitere Räume im so genannten Anbau mit Zellengewölben. Fenster- und Türgewände in spätgotischen Formen (kielbogen- und giebelformige Abschlüsse), stilistisch unter anderem der Meißner Albrechtsburg folgend. Außenseitig halbrunder Flankierungsturm. In der Kapelle zeitgleiche Ausstattung, wozu drei Altarretabel aus der Werkstatt Peter Breuers gehören. Der später mehrfach veränderte Südflügel ist breiter als der Nordflügel. Die Formen der erhaltenen spätgotischen Fenster verweisen auf die etwa gleiche Entstehungszeit wie der Nordflügel, dagegen ist das im Südflügel befindliche Brunnenhaus wohl etwas älter. Die Fassade zum Innenhof prägte der Wendelstein, der einst polygonal aus der Wand trat. An der Außenseite wie am Nordflügel ein halbrunder Flankierungsturm vorhanden. Zur spätgotischen Gestaltung der außenseitigen Fassaden an den neuen Flügeln in der Unterburg gehört ein Putzfries unterhalb der Traufe, der aus Dreischneußen mit angehängten Lilien besteht.

Im 16. Jahrhundert verschiedene kleinere Baumaßnahmen, im 17. Jahrhundert infolge von Zerstörungen im Dreißigjährigen Krieg und Bränden Reparaturen und Dachstuhlerneuerungen an allen Hauptgebäuden der Burg.

In die Jahre um 1720–1740 datiert die vierte wichtige Bauphase, die auf eine vereinheitlichende barocke Gestaltung der Burganlage, insbesondere an den Bauten der Unterburg, zielte, dazu zählte die Veränderung älterer Fensteröffnungen zu größeren Rechteckfenstern oder die Neugestaltung der Fassaden am Südflügel und der Kemenate mit Gliederungen in Putz und Malerei. Der barocken Bauphase entstammen auch Innenraumgestaltungen.

Im frühen 19. Jahrhundert erfolgten punktuelle Baumaßnahmen, die das bis dahin entstandene Erscheinungsbild der Burg nicht wesentlich veränderten. Davon betroffen waren vor allem der Nordflügel, dessen hölzernen hofseitigen Galerien abgerissen wurden und der stattdessen – dem Südflügel gleich – einen ebenerdigen Arkadengang erhielt, dazu Einbau eines Treppenhauses (1812). Im gleichen Zuge Erneuerung des Westflügels unter Einbeziehung vorhandener Substanz. Der eingeschossige Bau an der Westseite mit Mansarddach diente – wohl in alter Tradition – Wirtschaftszwecken.

Nachdem hin und wieder im 20. Jahrhundert Rekonstruktionen und Nutzungsanpassungen erfolgten, wird die Burg Gnandstein seit den 1990er Jahren einer gründlichen Erneuerung unterzogen, basierend auf systematischen Bauuntersuchungen, wodurch die wertvolle Bausubstanz der Burganlage ihrer Bedeutung entsprechend denkmalpflegerisch zur Geltung gebracht werden soll.

„Die umfänglichen baulichen Reste der spätromanischen Bauphase der Burg Gnandstein zählen zu den bedeutendsten ihrer Art in Sachsen. Die Burg ist insgesamt als die besterhaltene romanische Burg in diesem Gebiet anzusehen. Ein Saalbau wie in Gnandstein, der über Jahrhunderte weitgehend unverändert erhalten und ‚unter Dach‘ geblieben ist und zudem kaum veränderte bauzeitliche Fensteröffnungen aufweist, ist in ganz Deutschland eine Seltenheit.“ (Burg Gnandstein, Leipzig 2000, S. 41)

Mit ihrer im Baubestand ablesbaren nunmehr fast 800-jährigen Geschichte ist die Burg Gnandstein heute ein wichtiges Baudenkmal und eine der bedeutendsten Burger im Freistaat Sachsen.